# Xã Delaware, Quận Northumberland, Pennsylvania
Xã Delaware (tiếng Anh: Delaware Township) là một xã thuộc quận Northumberland, tiểu bang Pennsylvania, Hoa Kỳ. Năm 2010, dân số của xã này là 4.489 người.